# Associazione Calcio Montichiari 1999-2000
Questa voce raccoglie le informazioni riguardanti  l'Associazione Calcio Montichiari nelle competizioni ufficiali della stagione 1999-2000.

## Stagione
Nella stagione 1999-2000 il Montichiari arriva alla Serie C2, dopo aver stravinto nella scorsa stagione il girone C del Campionato Nazionale Dilettanti con 87 punti, frutto di uno straordinario percorso, ricco di 27 vittorie, 6 pareggi, a fronte di una sola sconfitta. Nel suo primo campionato professionistico raccoglie 37 punti che valgono il tredicesimo posto finale. La stagione è iniziata con il tecnico della promozione Loris Boni, sostituito all'8ª giornata con Lamberto Tavelli, in carica due giornate, poi tocca a Mauro Melotti fino alla 28ª giornata, il torneo lo chiude ancora Lamberto Tavelli, tanto movimento, ma almeno ne è valsa la pena. Infatti la squadra rossoblù è arrivata con quattro punti sopra la zona Play-out, mantenendo la categoria faticosamente conquistata. Nella Coppa Italia di Serie C i rossoblù disputano, senza raccogliere punti, il girone C di qualificazione, che promuove il Brescello.

## Rosa
| N. |                   | Ruolo | Calciatore          |
| -- | ----------------- | ----- | ------------------- |
| -  | Italia (bandiera) | D     | Attilio Baresi      |
| -  | Italia (bandiera) | C     | Alessandro Bellemo  |
| -  | Italia (bandiera) | C     | Fabio Bertoni       |
| -  | Italia (bandiera) | C     | Mauro Bertoni       |
| -  | Italia (bandiera) | D     | Rosario Biondo      |
| -  | Italia (bandiera) | P     | Alessandro Bolpagni |
| -  | Italia (bandiera) | A     | Roberto Bonazzi     |
| -  | Italia (bandiera) | A     | Pietro Boninsegna   |
| -  | Italia (bandiera) | C     | Andrea Bottazzi     |
| -  | Italia (bandiera) | C     | Stefano Botteghi    |
| -  | Italia (bandiera) | A     | Roberto Bresciani   |
| -  | Italia (bandiera) | P     | Dario Cigolini      |
| -  | Italia (bandiera) | D     | Angelo Danotti      |
| -  | Italia (bandiera) | D     | Dario Dossi         |
| -  | Italia (bandiera) | C     | Fabio Duina         |

| N. |                   | Ruolo | Calciatore         |
| -- | ----------------- | ----- | ------------------ |
| -  | Italia (bandiera) | D     | Valerio Fornasari  |
| -  | Italia (bandiera) | D     | Daniele Fregoni    |
| -  | Italia (bandiera) | A     | Matteo Galassi     |
| -  | Italia (bandiera) | D     | Davide Lampugnani  |
| -  | Italia (bandiera) | D     | Fabio Lanfredi     |
| -  | Italia (bandiera) | C     | Roberto Menassi    |
| -  | Italia (bandiera) | A     | Massimo Mezzini    |
| -  | Italia (bandiera) | C     | Giovanni Parmesani |
| -  | Italia (bandiera) | D     | Stefano Ragnoli    |
| -  | Italia (bandiera) | D     | Andrea Romano      |
| -  | Italia (bandiera) | C     | Fabio Simonato     |
| -  | Italia (bandiera) | A     | Emanuele Terraneo  |
| -  | Italia (bandiera) | A     | Paolo Tonelli      |
| -  | Italia (bandiera) | D     | Paolo Zadra        |
| -  | Italia (bandiera) | A     | Diego Zanin        |

## Risultati

### Serie C2 - girone A

#### Girone di andata
| Arbitro: | De Marco (Chiavari) |

|                 |           |              |
| S. Spinelli 64’ | Marcatori | 19’ Bottazzi |

| Arbitro: | Sacco (Civitavecchia) |

|  |           |                               |
|  | Marcatori | 43’ Zaniolo 90+5’ Sanguinetti |

| Arbitro: | Romeo (Verona) |

|                   |           |  |
| Barsotti 46’, 87’ | Marcatori |  |

| Montichiari 26 settembre 1999 4ª giornata | Montichiari    | 0 – 0 | Pro Sesto | Stadio Romeo Menti\| Arbitro: \| Zenere (Schio) \| |
| Arbitro:                                  | Zenere (Schio) |       |           |                                                    |

| Arbitro: | Micoli (Tivoli) |

|                                      |           |  |
| M. Sala 48’ Parente 66’ Cretaz 90+3’ | Marcatori |  |

| Arbitro: | Giammillaro (Messina) |

|                     |           |                                |
| Garofalo 67’ (rig.) | Marcatori | 2’ (rig.) F. Bertoni 71’ Zanin |

| Arbitro: | Marino (Roma) |

|           |           |                              |
| Zanin 68’ | Marcatori | 27’ Fava Passaro 80’ Olivari |

| Meda 24 ottobre 1999 8ª giornata | Meda                   | 0 – 0 | Montichiari | Stadio Città di Meda\| Arbitro: \| Ferro (Frattamaggiore) \| |
| Arbitro:                         | Ferro (Frattamaggiore) |       |             |                                                              |

| Arbitro: | Nicoletti (Macerata) |

|           |           |                    |
| Zanin 62’ | Marcatori | 90+3’ (rig.) Mosca |

| Arbitro: | Giammillaro (Messina) |

|                        |           |  |
| Vagnati 24’ Sinato 34’ | Marcatori |  |

| Arbitro: | Tonin (Piombino) |

|           |           |              |
| Zanin 49’ | Marcatori | 5’ Giulietti |

| Arbitro: | Bergonzi (Genova) |

|                                 |           |                      |
| Zadra 25’ F. Bertoni 39’ (rig.) | Marcatori | 76’ (rig.) Maccarone |

| Mantova 28 novembre 1999 13ª giornata | Mantova          | 0 – 0 | Montichiari | Stadio Danilo Martelli\| Arbitro: \| Rubino (Salerno) \| |
| Arbitro:                              | Rubino (Salerno) |       |             |                                                          |

| Arbitro: | Nigro (Torre del Greco) |

|                                     |           |               |
| Bellemo 40’ M. Bertoni 90+1’ (rig.) | Marcatori | 57’ Menegatti |

| Arbitro: | Ledda (Alghero) |

|                                                   |           |              |
| Montrone 34’, 45’, 60’ Romairone 58’ D. Serra 85’ | Marcatori | 90+2’ Biondo |

| Arbitro: | Lucenti (Mestre) |

|           |           |                       |
| Zanin 88’ | Marcatori | 7’ Valotti 67’ Luconi |

| Arbitro: | Bernabini (Roma) |

|          |           |           |
| Vigna 6’ | Marcatori | 43’ Zanin |

#### Girone di ritorno
| Arbitro: | Porretta (Palermo) |

|              |           |  |
| Bottazzi 89’ | Marcatori |  |

| Arbitro: | Ferraro (Crotone) |

|                                   |           |  |
| Sottili 13’ Zaniolo 41’ Fiori 85’ | Marcatori |  |

| Arbitro: | Latella (Potenza) |

|                                   |           |                        |
| Bottazzi 5’ Dossi 64’ Galassi 66’ | Marcatori | 7’ Barsotti 55’ Micchi |

| Arbitro: | Tonin (Piombino) |

|  |           |              |
|  | Marcatori | 79’ Bottazzi |

| Montichiari 6 febbraio 2000 22ª giornata | Montichiari            | 0 – 0 | Pro Vercelli | Stadio Romeo Menti\| Arbitro: \| Ferro (Frattamaggiore) \| |
| Arbitro:                                 | Ferro (Frattamaggiore) |       |              |                                                            |

| Arbitro: | Ferlito (Prato) |

|                                        |           |                              |
| Bottazzi 8’ Bonazzi 65’ Boninsegna 89’ | Marcatori | 4’ Garofalo 26’ F. Gasparini |

| Arbitro: | Bianchi (Lucca) |

|                       |           |  |
| Antonelli Agomeri 78’ | Marcatori |  |

| Arbitro: | Giachero (Pinerolo) |

|             |           |                |
| Mezzini 78’ | Marcatori | 14’ Galimberti |

| Arbitro: | Mariuzzo (Venezia) |

|                    |           |                  |
| Minetti 32’ (rig.) | Marcatori | 90+2’ M. Bertoni |

| Arbitro: | Gasparoni (Ancona) |

|             |           |                             |
| Bonazzi 44’ | Marcatori | 1’, 81’ Guidetti 44’ Sinato |

| Saronno 26 marzo 2000 28ª giornata | Saronno         | 0 – 0 | Montichiari | Stadio Emilio Colombo\| Arbitro: \| Ledda (Alghero) \| |
| Arbitro:                           | Ledda (Alghero) |       |             |                                                        |

| Arbitro: | Ferro (Frattamaggiore) |

|               |           |  |
| Maccarone 88’ | Marcatori |  |

| Arbitro: | Mariuzzo (Venezia) |

|              |           |              |
| Botteghi 49’ | Marcatori | 85’ Bonavita |

| Arbitro: | P. Rossi (Forlì) |

|                                          |           |                               |
| Sansonetti 18’ Tavano 20’ Di Fiandra 25’ | Marcatori | 47’ (rig.) Bonazzi 86’ Biondo |

| Arbitro: | Giangrande (L'Aquila) |

|                                                  |           |             |
| Zanin 26’ Botteghi 46’ (rig.), 84’ Parmesani 53’ | Marcatori | 24’ Masitto |

| Viareggio 7 maggio 2000 33ª giornata | Viareggio        | 0 – 0 | Montichiari | Stadio dei Pini\| Arbitro: \| Cirone (Palermo) \| |
| Arbitro:                             | Cirone (Palermo) |       |             |                                                   |

| Arbitro: | Tonolini (Milano) |

|  |           |             |
|  | Marcatori | 53’ Marsich |

### Coppa Italia di Serie C

#### Girone C
| 22 agosto 1999 1ª giornata |  | – Turno di riposo Montichiari |  |  |

| Arbitro: | Lucenti (Mestre) |

|                                                |           |           |
| Pelatti 22’ Nicoletti 48’ Chiaretti 72’ (rig.) | Marcatori | 55’ Zadra |

| Arbitro: | Girardi (San Donà di Piave) |

|  |           |                        |
|  | Marcatori | 15’ Lauria 36’ Luciani |

| Arbitro: | Lecci (Varese) |

|               |           |  |
| Del Prato 15’ | Marcatori |  |

| Arbitro: | Castellin (Conselve) |

|  |           |            |
|  | Marcatori | 35’ Pupita |